# Alekséi Prójorov
Alekséi Nikoláyevich Prójorov (en ruso: Алексе́й Никола́евич Про́хоров; Rozhdestvenskoe, Unión Soviética, 19 de enero de 1923 - Moscú, Rusia, 27 de mayo de 2002) fue un aviador militar soviético del avión de ataque a tierra Ilyushin Il-2  que combatió en la Segunda Guerra Mundial en la Fuerza Aérea Soviética. En el curso de dicho conflicto recibió dos veces el título de Héroe de la Unión Soviética. Después de la guerra permaneció en la fuerza aérea donde en 1976 alcanzó el rango de mayor general.

## Biografía

### Infancia y juventud
Alekséi Prójorov nació el 19 de enero de 1923 en Rozhdestvenskoe, una pequeña localidad rural situada en el  Uyezd de Novojopiorsk de la gobernación de Vorónezh (actualmente en el raión de Novojopiorsk, óblast de Vorónez en Rusia) en lo que en esa época era la RSFS de Rusia, en el seno de una familia rusa. Su familia se mudó a Borisoglebsk en 1930, donde Prójorov se graduó en el club de vuelo local y donde estudió durante diez cursos en la escuela local antes de ser reclutado por el Ejército Rojo en agosto de 1940. En diciembre de 1942 de graduó en la Escuela Superior de Pilotos de Aviación Militar de Balashov y fue destinado al 15.º Regimiento de Aviación de Entrenamiento Independiente, donde se entrenó para volar el avión de ataque a tierra Il-2 hasta febrero de 1943.

### Segunda Guerra Mundial
En marzo de 1943, poco después de llegar al frente de combate, como piloto en el 15.º Regimiento de Aviación de Asalto de la Guardia, ascendió de rango y se hizo amigo cercano de Vladímir Aléksenko, otro futuro dos veces Héroe de la Unión Soviética. Cuando fue nominado para su primer título de Héroe de la Unión Soviética, el 11 de noviembre de 1944, había alcanzado el puesto de subcomandante de escuadrón y realizado un total de 180 salidas de combate. Más tarde, durante la ofensiva de Prusia Oriental, a veces realizó 3-4 salidas en un día, y durante toda la operación, ni un solo miembro del escuadrón bajo su mando murió en acción.
El día de la victoria fue nominado para una segunda Estrella de Oro, que recibió el 29 de junio de 1945; durante la guerra combatió en las batallas de Leningrado, Leningrado-Nóvgorod, Víborg-Petrozavodsk, Narva, Tallin, Prusia Oriental, Königsberg y Sambia, entre otras áreas estratégicamente importantes como parte de los frentes de Leningrado y Tercer Frente Bielorruso, sumando un total de 238 misiones de combate todas ellas realizadas a los mandos del avión de ataque a tierra Ilyushin Il-2.

### Posguerra
Después del final de la guerra, permaneció como comandante de escuadrón en el regimiento en el que había combatió en la guerra hasta octubre de 1945. En 1950, después de graduarse el la Academia Militar de la Fuerza Aérea de Mónino (actualmente Academia Militar del Aire Gagarin, situada en los alrededores de Moscú), se convirtió en subcomandante del 232.º Regimiento de Aviación de Asalto (estacionado en la ciudad de Lutsk en el Distrito Militar de los Cárpatos), y en diciembre de 1953 fue transferido al puesto de comandante del 947.º Regimiento de Aviación de Asalto, que se convirtió en un regimiento de bombarderos en 1956. Luego ocupó el puesto de comandante del 947.º Regimiento de Aviación de cazabombarderos, en mayo de 1957, puesto en el que permaneció hasta diciembre de 1958 cuando dejó el puesto.
De 1959 a 1960 trabajó en el Cuarto Centro de Investigación para el Uso de Combate de la Fuerza Aérea, donde investigó el uso en combate de aviones de combate, y al año siguiente se convirtió en jefe de personal del 455.º Regimiento de Aviación de Investigación, donde permaneció hasta convertirse en profesor en el Academia Militar Frunze en 1967.
En 1975 pasó a ser subdirector de la Escuela Superior de Ingeniería de Aviación Militar de Irkutsk, y al año siguiente fue ascendido al rango de mayor general; dejó Siberia y volvió a enseñar en la Academia Militar Frunze en 1979, donde permaneció hasta 1987. Desde entonces hasta su jubilación, en febrero de 1988, dirigió el departamento de seguridad de vuelo de la fuerza aérea.
Murió en Moscú el 27 de mayo de 2002 y fue enterrado en el cementerio Troyekúrovskoye.

## Condecoraciones y reconocimientos
A lo largo de su carrera militar Alekséi Prójorov fue galardonado con las siguientes condecoraciones
- Héroe de la Unión Soviética, dos veces (19 de abril de 1945 y 29 de junio de 1945)
- Orden de Lenin (19 de abril de 1945)
- Orden de la Bandera Roja, tres veces (27 de enero de 1944, 21 de junio de 1944 y 29 de noviembre de 1944)
- Orden de la Guerra Patria de 1.er grado, dos veces (12 de septiembre de 1944 y 11 de marzo de 1985)
- Orden de la Estrella Roja, dos veces (23 de julio de 1943 y 30 de diciembre de 1956)
- Orden de Alejandro Nevski (28 de marzo de 1945)
- Orden del Servicio a la Patria en las Fuerzas Armadas de la URSS de 3.er grado (30 de abril de 1975)
- Medalla por el Servicio de Combate (15 de noviembre de 1950)
- Medalla Conmemorativa por el Centenario del Natalicio de Lenin
- Medalla por la Defensa de Leningrado
- Medalla por la Victoria sobre Alemania en la Gran Guerra Patria 1941-1945
- Medalla Conmemorativa del 20.º Aniversario de la Victoria en la Gran Guerra Patria de 1941-1945
- Medalla Conmemorativa del 30.º Aniversario de la Victoria en la Gran Guerra Patria de 1941-1945
- Medalla Conmemorativa del 40.º Aniversario de la Victoria en la Gran Guerra Patria de 1941-1945
- Medalla Conmemorativa del 50.º Aniversario de la Victoria en la Gran Guerra Patria de 1941-1945
- Medalla de Zhúkov
- Medalla Conmemorativa del 850.º Aniversario de Moscú
- Medalla por la Conquista de Königsberg
- Medalla de Veterano de las Fuerzas Armadas de la URSS
- Medalla del 30.º Aniversario de las Fuerzas Armadas de la URSS
- Medalla del 40.º Aniversario de las Fuerzas Armadas de la URSS
- Medalla del 50.º Aniversario de las Fuerzas Armadas de la URSS
- Medalla del 60.º Aniversario de las Fuerzas Armadas de la URSS
- Medalla del 70.º Aniversario de las Fuerzas Armadas de la URSS
- Medalla Conmemorativa del 250.º Aniversario de Leningrado
- Medalla por Servicio Impecable de 1.er grado

Es ciudadano honorífico de las ciudades de Borisoglebsk y Polvorino (ambas en el óblast de Vorónez en Rusia). Además se erigió un busto de bronce y se nombró una calle en su honor en Borisoglebsk. En su localidad natal de Rozhdestvenskoe se instaló una placa conmemorativa en la escuela local que lleva su nombre.